# پله کبود وسطی
پله کبود وسطی، روستایی در دهستان گوران بخش مرکزی شهرستان هلیلان در استان ایلام ایران است.

## جمعیت
بر پایه سرشماری عمومی نفوس و مسکن در سال ۱۳۹۵، جمعیت این روستا برابر با ۱۲۱ نفر (۳۳ خانوار) بوده‌است.